# Seria
Seria of Pekan Seria ("Seria-stad") is een stad in de Bruneise daerah (district) Belait, waarbinnen het is gelegen in de gelijknamige mukim (gemeente) Belait. Met 21.082 inwoners (1991) is het de derde stad van het land. De stad heette vroeger Padang Berawa (Maleis voor "wild duivenveld"). De naam "Seria" is afkomstig van de nabijgelegen gelijknamige rivier, waar in 1929 voor het eerst olie werd aangetroffen. Sindsdien is de stad samen met het westelijker gelegen Kuala Belait uitgegroeid tot het belangrijkste olie- en gascentrum van het land.

## Geografie
In dit artikel worden de buitenwijken Kampong ten westen en Kampong Baru ten oosten van de stad tot de stad Seria gerekend, alsook het Anduki-gebied in het verlengde van Kampong Baru en het sociale huisvestingsgebied grenzend aan de weg Jalan Lorong Tiga Barat ten zuidwesten van de stad. Badas, dat ook onderdeel vormt van de mukim Seria, wordt buiten beschouwing gelaten.
Het bestuurlijk centrum van de daerah Belait is Kuala Belait, ongeveer 16 kilometer ten westen van Seria, dat met de stad is verbonden door een weg en over het water. Ten oosten ligt de mukim Labi (eveneens onderdeel van de daerah Belait) en op ongeveer 100 kilometer ten noordoosten van Seria ligt de hoofdstad Bandar Seri Begawan.

## Geschiedenis
De eerste commerciële oliebron werd in 1929 aangeboord in Padang Berawa op de westelijke oever van de rivier de Seria (Sungai Seria).
In 1936 werd Seria tot een gemeente gemaakt. De stad kwam onder jurisdictie van het Kuala Belait Sanitary Board, dat tevens de verantwoordelijkheid had over gemeentelijke zaken in Kuala Belait.
Kort na de Aanval op Pearl Harbor gaf de Britse koloniale overheid in Seria, die zich zag geplaatst voor een Japanse invasie en veel te weinig troepen bezat om het hele gebied effectief te kunnen verdedigen, opdracht tot "Operation Denial" (operatie weigering); het verwoesten van de olievelden van Seria en Miri, hetgeen werd uitgevoerd door personeelsleden van de Brits-Maleisische Petroleummaatschappij (nu Brunei Shell Petroleum) en het 2e bataljon, het 15e Punjab-regiment en ingenieurs van het Britse Leger. Op 16 december 1941 om 04.40 in de morgen, slechts negen dagen na Pearl Harbour, landden de Japanse invasietroepen (de linkerflank van de Kawaguchi-brigade) bij Seria, als eerste plek in Brits-Borneo. De invasietroepen herstelden de olie-installaties onmiddellijk weer onder leiding van hoofdingenieur Sato. In de drie jaar daaropvolgend, wisten de Japanners de productie op te voeren tot bijna-vooroorlogse niveaus. De activiteiten waren er dan ook erg hectisch, daar andere hulpbronnen toen veelal waren afgesloten voor de Japanse oorlogsmachine; de situatie was op den duur zo erg, dat gedurende de laatste zes maanden van de oorlog bijna alle Japanse olie werd betrokken uit Seria. Toen uiteindelijk Australische troepen dreigen het gebied te heroveren, voerden de Japanners op 10 juni 1945 (toen de Australische troepen landden bij Muara) "Operatie Ha-Go 2" uit; het opnieuw vernielen van alle olie-installaties. De vuren die deze operatie veroorzaakten, waren op zee te zien tot op 100 kilometer afstand. Toen de Australische 9e divisie uiteindelijk Seria bereikte op 29 juni, troffen ze een grote chaos aan met 38 brandende oliebronnen, een aantal verwoeste gebouwen en vernielde installaties. Toen op 17 augustus Amerikaanse brandbestrijdingsteams (Patton and son) arriveerden, waren echter al reeds 26 branden gedoofd door personeelsleden van het olieveld, die hierbij werd geholpen door een detachement van Australische ingenieurs. In november was de productie weer hersteld, zij het dat de olie eerst moest worden opgeslagen in tijdelijke tanks, en op 11 december 1945 werd er weer olie geëxporteerd naar Lutong (nu onderdeel van Miri).
Op 8 december 1962 was Seria het toneel van een van de opstanden tegen de monarchie, die werd onderdrukt door het Britse Leger.
Tijdens de regering van sultan Omar Ali Saifuddin werden een aantal handelshuizen gebouwd, zoals bijvoorbeeld de huidige winkelgebouwen langs de weg Jalan Sultan Omar Ali.

## Economie
Seria vormt het hart van de olie-industrie van Brunei en tevens de plek waar de eerste olie werd gewonnen aan land. De activiteiten zijn gericht op het gelijknamige Seriaveld, dat in 1929 werd ontdekt en sindsdien continu is geëxploiteerd, met uitzondering van de korte periodes na de Japanse invasie en de geallieerde bevrijding. Er bevinden zich vele jaknikkers in en rond de stad, waardoor deze symbool zijn komen te staan voor de stad.
In Panaga bevindt zich het hoofdkantoor van Brunei Shell Petroleum (BSP), dat hier verschillende olie- en gas-industrie gerelateerde installaties heeft. De raffinaderij van Seria ligt in het Sungai Bera-gebied, waar zich ook de Seria Crude Oil Terminal (SCOT), de New Gas Compression Plant(NGCP) en de New Industrial Area (NIA) bevinden; respectievelijk een terminal voor aardolie, een gascompressiefabriek en een industriegebied. Er bevindt zich ook een waterzuiveringsinstallatie, maar die is nu gesloten vanwege milieuproblemen.

## Bestuurlijke indeling
In tegenstelling tot de andere gemeentelijke regio's van Brunei is Seria niet bestuurlijk onderverdeeld in kampongs. De nabijgelegen kampongs dienen echter wel als buitenwijken voor Seria. Dit zijn:
- Panaga (of Kampong Panaga) gelegen tussen Kuala Belait en Seria. Dit grote gebied kan verder worden onderverdeeld in:
  - Jalan Utara - een gebied waar veel expatriates wonen, doordat zich er veel gebouwen en installaties van Brunei Shell bevinden. De hoofdkantoren van Brunei Shell Petroleum bevinden zich eveneens in dit gebied, alsook twee sportcomplexen van Shell; Panaga Club en Brunei Shell Recreation Club.
  - Canadese huizengebied langs de Jalan Tengah-weg. Hier bevinden zich Shell-behuizingen, die zijn gebouwd in de stijl van Canadese blokhutten. Het hout voor deze huizen werd geïmporteerd uit Canada.
  - Het gebied rond het politiebureau van Panaga en rond Sekolah Rendah Panaga (de basisschool van Panaga). Dit gebied wordt vooral door Maleisiërs bewoond en wordt vaak met de naam "Kampong Panaga" aangeduid.
  - Het militaire gebied direct ten westen van het stedelijk gebied.
  - het gebied ten noorden en westen van Seria. Dit zijn de gebieden tussen Panaga en de gemeente Seria. Er bevinden zich een aantal voorzieningen voor het Britse Leger en Brunei Shell en behuizingen voor leden van deze beide organisaties.
- Kampong Baru - gelegen ten oosten van Seria, op de linkeroever van de rivier de Bera (Maleis: Sungai Bera). Hier wonen vooral Chinezen en Iban. Door dit gebied loopt de oude, door de Japanners gebouwde, houten spoorlijn, die naar Badas voert.
- Kampong Lorong Tiga Selatan - een nieuw door de overheid gebouwd dorp, als onderdeel van een huisvestingsprogramma voor landlozen. Het bevindt zich ten zuiden van het gemeentelijk gebied van Seria, in de richting van de Seria Bypass (een weg van een kilometer lang tussen Anduki en Liang).
- Kampong Perpindahan Baru is en sociaal huisvestingsgebied voor landlozen ten westen van de toegangsweg van Seria naar de Seria Bypass
- Sungai Bera is een industriegebied ten noorden van Kampong Baru en ten noordoosten van Seria. Hier bevindt zich Bruneis enige olieraffinaderij.
- Kampong Perakong
- Kampong Jabang (of Kampong Setinggan) - gelegen direct ten zuiden van Seria
- Anduki - een dunbevolkt gebied tussen Seria en Lumut. Hier ligt de luchthaven Anduki en het recreatiegebied van Anduki.

## Bezienswaardigheden
- Pekan Seria-moskee - de eerste moskee in Brunei met een koepel
- het Oil and Gas Discovery Centre (OGDC) - een interactief museum van Brunei Shell Petroleum
- het "Billionth Barrel Monument" - een monument ter herdenking van het miljardste vat aardolie, dat uit het Seriaveld werd gehaald.
- de rotonde op de kruising tussen de Jalan Maulana en de Jalan Tengah. Hier bevindt zich een model van een jaknikker.
- de rotonde op de kruising van de Jalan Maulana en de Jalan Utara. Hier bevindt zich een standbeeld dat de vrijheid moet voorstellen.
- het estuarium van de Seriarivier. hier komen veel trekvogels.
- in het Panaga-gebied bevindt zich een populatie neushoornvogels. Dit is de enige plek ter wereld waar neushoornvogels nabij mensen leven.